# Зорица Конџа
Зорица Конџа (Сплит, 25. јун 1960) хрватска је поп певачица.

## Биографија
Музичку каријеру је почела у Сплитској групи Стијене касних 1970их односно раних 1980их, да би од 1984. наставила соло каријеру на великим фестивалским сценама широм бивше Југославије. Одликује је широк спектар гласа, за који неки стручњаци кажу да је "најбоље чувана тајна хрватске поп музике“. Он комбинује медитерански темперамент са модерним трендовима, као што су соул, блуз и рокенрол. Зорица Конџа, коју називају Зоре, до сада је у великој мери била певачица фестивала, попут певачица: Радојке Шверко, Бисере Велетанлић, Маје Оџаклијевске, због чега има релативно малу дискографску производњу. Са групом Стијене објавила је три албума (уз једну заједничку компилацију са другим певачицама групе), као и два соло албума, од којих је Златна колекција компилација њених највећих хитова. Током своје каријере Зорица Конџа је била један од најбољих пратећих вокала домаће поп и рок сцене, а снимала са најеминентнијим именима као што су Неда Украден и Ђорђија Перузовић. Њене најбоље песме, углавном су баладе мотивисане љубавном тематиком медитеранских израза, потписује њен муж и дугогодишњи сарадник Јошко Банов. О свим њеним фестивалским наградама је увек одлучивао жири струке. Живи у Сплиту.

## Фестивали
Зорица Конџа има иза себе бројне наступе на домаћим фестивалима, а најоданија је била Сплитском фестивалу, где се од 1981. године појавила, прво као вокални солиста групе Стијене, а од 1984. као самостални извођач. Ипак, први наступ је имала 1980. године на фестивалу Загребфест са импресивним перформансом Све је необично ако те волим. Неколико пута је учествовала на националним изборима за песму Евровизије.
- 1981. — Ја сам море, ти си ријека (као вокал групе Стијене), награда за интерпретацију
- 1982. — Има један свијет (као вокал групе Стијене), прва награда стручног жирија и победничка песма
- 1982. — Колунело (као вокал групе Стијене, вече Устанак и море)
- 1984. — Након дугих миља
- 1984. — Дјевојке с капом на глави (Вече Устанак и море)
- 1985. — Покора, награда за интерпретацију и прва награда стручног жирија
- 1985. — Слободо наша (Вече Устанак и море)
- 1986. — Вријеме љубави , награда стручног жирија
- 1986. — Дођи као пријатељ, (Вече Устанак и море)
- 1986. — Гришница, (Ауторско вече Зденка Руњића)
- 1988. — Због твоје љубави
- 1988. — Ода, (Вече Устанак и море)
- 1989. — Дај ми сунца, награда за најбољу интерпретацију
- 1989. — Причат ћу те свима (Вече Устанак и море), трећа награда публике
- 1990. — Ти си мој сан, (дует: Оливер Драгојевић), прва награда стручног жирија и друга награда публике
- 1990. — Најљепше је кад си ту
- 1990. — Зар је вољети гријех (Вече сплитских бисера)
- 1993. — Молитва за тебе
- 1994. — До посљедњег даха (дует: Нено Белан), прва награда стручног жирија и друга награда публике
- 1994. — Док пловиш морима, прва награда публике и победничка песма
- 1995. — Тко је крив, трећа награда публике
- 1997. — Сто мандолина (Вече ноћи Далмације, дует: Винко Цоце), друга награда публике
- 1997. — Заробљена, прва награда публике
- 2001. — Добар тан ти, душо (дует: Тони Цетински), прва награда публике
- 2005. — Иди с њом  (Вече Далматински акварели), прва награда стручног жирија
- 2006. — Заувијек, прва награда публике и прва награда стручног жирија
- 2007. — Липи мој
- 2008. — Због тебе
- 2009. — Кале љубави
- 2010. — Луда ђелозија
- 2011. — Ћиба од злата
- 2012. — Љубав без краја, трећа награда стручног жирија и награда за аранжман
- 2013. — Испод цвита од лаванде, награда за најцеловитије дело
- 2014. — Навика
- 2023. — Након дугих миља (Вече Ненада Виловића)

Еуросонг:
- 1990. — Срећа је тамо гдје си ти (дует: Оливер Драгојевић), Југовизија, Задар '90, 3. мјесто
- 1993. — Нема ми до тебе, Дора, 4. мјесто
- 1998. — Небо, Дора
- 2008. — За тобом луда, Дора

Задарфест:
- 1999. — Врати га море, друго место
- 2003. — То је мој свијет

Мелодије Истре и Кварнера:
- 1993. — Стара љубав
- 1995. — Истарско љето

Опатија:
- 1985. — Сјећања
- 1986. — Бар да знам, прва награда публике, жирија и новинара, и Grand Prix
- 1993. — Гдје је сунца сјај, друга награда
- 2015. — Бар да знам (Ретроспектива песама са Опатијског фестивала)

Београдско пролеће:
- 1981. — Сама (као вокал групе Стијене)
- 1982. — Образ од гуме (као вокал групе Стијене)

МЕСАМ:
- 1984. — Сјети се
- 1985. — Довољна је љубав
- 1988. — Поведи ме

Ваш шлагер сезоне, Сарајево:
- 1981. — Истина (као вокал групе Стијене)
- 1982. — Џенис (као вокал групе Стијене)

Загреб:
- 1980. — Све је необично ако те волим (као вокал групе Стијене)
- 1985. — Први пут осјећам (дует са Драженом Жанком)
- 1986. — Вјетре (Вече нових трендова шансоне)
- 2011. — Још увијек сањам

Макфест, Штип:
- 1989. — А Бог да знае, прва награда публике и Grand Prix
- 1990. — Помни беше еден ден, друга награда
- 1997. — Заробљена

Мелодије Мостара, Мостар:
- 1998. — Љубав спаја нас (дует са Дон Матеом)

Хрватски радијски фестивал:
- 2001. — Тако лако (Вече легенди), 2001

Руњићеве вечери, Сплит:
- 2001. — Капетане мој
- 2010. — Ништа нова
- 2012. — Цвијет чежње

Мелодије Кварнера:
- 2001. — Колико дани

Далматинска шансона, Шибеник:
- 2004. — Зар је вољети гријех (Вече старих песама)

Книн фест, Книн:
- 2006. — Дани наше љубави

Етнофест, Неум:
- 2013. — Море дубоко

Мелодије хрватског југа, Опузен:
- 2013. — Чаролија

Мелодије Јадрана, Сплит:
- 2023. — Јубави свитло (дует са Жаком Хоудеком, вече нових песама - Хит лета)
- 2024. — На крају пута (Вече нових песама - Хит лета)
- 2025. — На пољима љубави (Вече нових песама - Хит лета)

## Награде
- Сплит '81. – Ја сам море ти си ријека, награда за најбољу интерпретацију
- Сплит '82. – Има један свијет, прва награда стручног жирија
- Ваш шлагер сезоне 1983, награда Златни микрофон
- Сплит ‘85. – за композицију Покора, прва награда стручног жирија и награда за најбољу интерпретацију
- Опатија ‘86. – за композицију Бар да знам, прва награда стручног жирија, прва награда публике и прву награда по гласању новинара
- Сплит ‘86. – прва награда стручног жирија за композицију Вријеме љубави
- Сплит ‘90. – прва награда стручног жирија за композицију Ти си мој сан (дует с Оливером Драгојевићем) и Најљепше је кад си ту (соло)
- Сплит ‘94. – прва награда стручног жирија за композицију До посљедњег даха (дует с Неном Беланом) и друга награда публике за композицију Док пловиш морима
- Сплит ‘97. – прва награда стручног жирија за композицију Заробљена и друга награда публике за композицију Сто мандолина (дует с Винком Цоцем)
- Сплит '06.- прва награда публике, прва награда стручног жирија и Grand Prix
- Задарфест 1999. – друга награда стручног жирија за композицију Врати га, море
- Дресден ‘84. – прва награда стручног жирија
- Праг ‘85. — прва награда стручног жирија
- МАК фест ‘85. – трећа награда публике
- МАК фест ‘89. – прва награда публике

## Дискографија

### Са групом Стијене
- Цементна прашина (1981)
- Једанаест и петнаест (1982)
- Балканска корида (1983)

### Соло
- Ходајмо по звијездама (2001)
- Златна колекција (2005)